# Tardenoisià
El Tardenoisià o Beuronià, és una cultura del període Epipaleolític que es va desenvolupar des del nord de França fins a Bèlgica. Cultures similars es van donar més a l'est a Europa central i a l'oest a través de la península Ibèrica.
El seu nom està lligat amb la regió de Tardenois i va ser descoberta el 1885 per E. Taté a Coincy dins l'Aisne.
Els seus artefactes característics inclouen els microlítics trapezoides, les puntes de fletxa acabades en cisell i petites làmines de sílex fetes amb la tècnica de la pressió.
El Tardenoisià és contemporani amb el Sauveterrià i va acabar cap a 7500 aC.

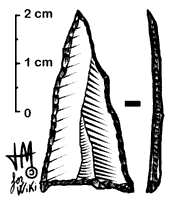
Punta de Tardenois.